# Rimini
Rimini er en italiensk by ved Adriaterhavet, beliggende 50 km sydøst for Ravenna i regionen Emilia-Romagna. Rimini har 149.211(2023)indbyggere.
Rimini rummer mange vidnesbyrd om dens betydning allerede i romertiden, bl.a. den spektakulære Tiberiusbro, der stadig anvendes, og resterne af det store amfiteater, som rummede op mod 15.000 tilskuere. 
Under 2. verdenskrig fandt et stort slag sted i byen.
Rimini, som har en blomstrende turisme, er berømmet for sine brede sandstrande, der strækker sig over i alt 15 km på begge sider af byen. Rimini ligger godt som udgangspunkt til andre seværdige steder, idet der fx kun er 25 km til San Marino og 50 km til Ravenna.